# 山塊

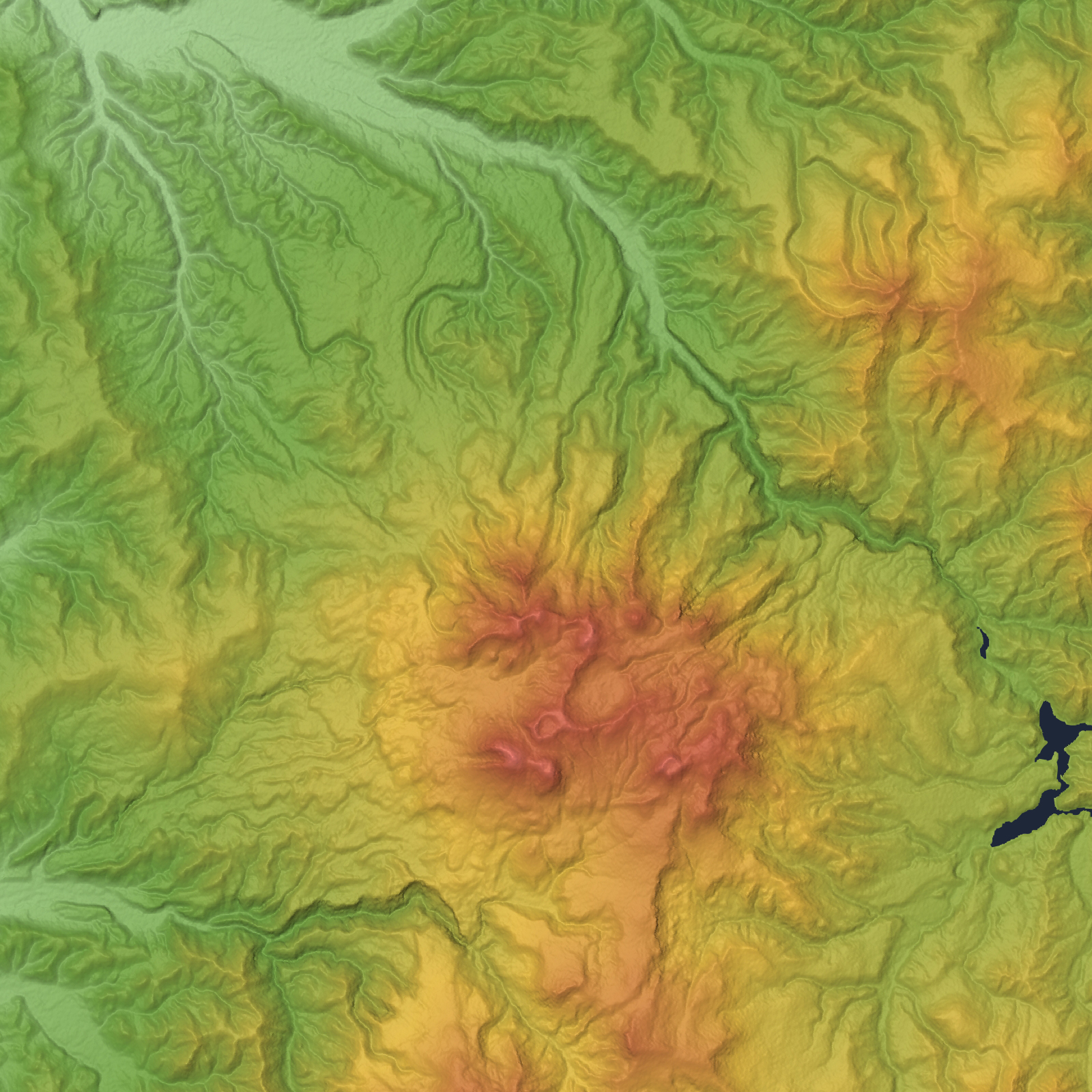
北海道の大雪山。火山群からなる巨大な山塊である。

山塊（さんかい、英: massif）は、山稜が脈状や線状の配列にならず、ひとまとまりの集まりとして把握される一群の山岳のことである。また、山脈から離れて塊状になった山地のこと。独立山（どくりつさん）とも呼ばれる。
その標高が比較的低い場合、独立丘陵（どくりつきゅうりょう）、独立丘（どくりつきゅう、どくりつおか）とも呼ばれる。

## 概要
地質学的には、周囲を断層で区切られている場合が多い。しかし、例外には並行の場合もある。たとえば静岡県の龍爪山などがある。
また、海域に近い平野部にまとまって存在する山も山塊の一種である。この場合、その平野は古くは海域で山塊は島であったところが多い。たとえば岡山平野とその平野内にある各山塊（足高山や児島山塊など）がある。